# Getabäckens naturreservat
Getabäcken är ett naturreservat i Slättåkra socken i nordöstra delen av Halmstads kommun i Halland.
Reservatet är beläget norr om Slättåkra, vid Gräsås. Det är skyddat sedan år 2001 och är 16 hektar stort. Området består av ädellövskog. Naturreservaten Getabäcken och Övraböke ligger på Övraböke bys gamla inägomark. I båda reservaten finns gammal, orörd skog med ett rikt växt- och djurliv. I byn Övraböke har markerna brukats sedan mycket lång tid. 

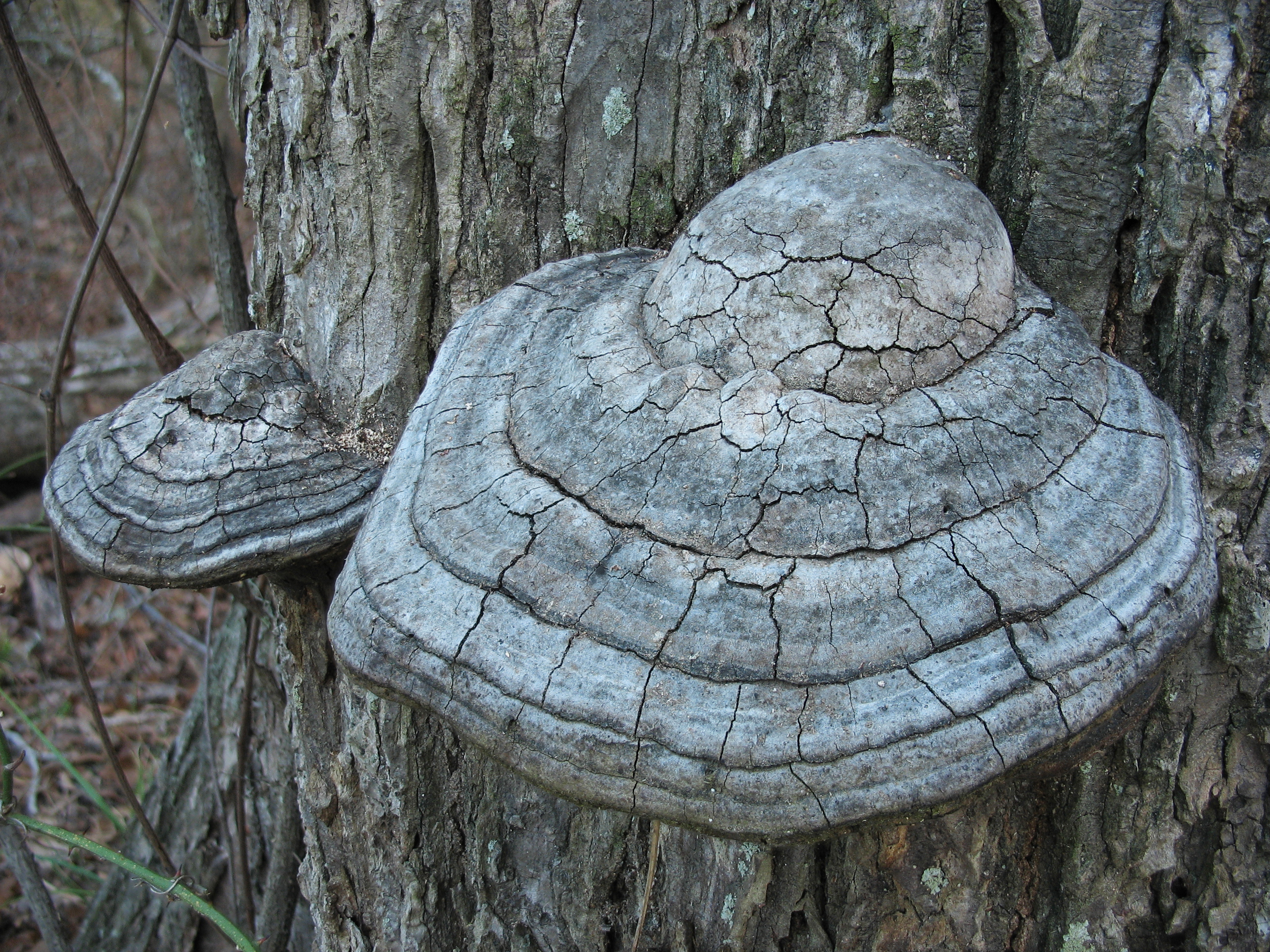
Fnöskticka

I den norra delen är skogen urskogslik med mycket högstubbar och nedfallna trädstammar, s.k. lågor. I området finns även småbäckar och källflöden. På de gamla trädstammarna växer svampen fnöskticka. Dessa hyser larver av  jättesvampmalen.
Odlingslandskapet kring byn har undersökts arkeologiskt. Den äldsta odlingsfasen påbörjades för ca 3000 år sedan och omkring 700–900 e.Kr. anlades långsträckta åkrar som indelning av odlingsmarken. Skogen kan härledas till mitten av 1600-talet då området ingick i stora sammanhängande bokskogar. Kraftiga avverkningar på 1700-talet medförde att området börjat övergå i ljunghed. Övraböke låg dock i ytterområdet varför det tycks ha burit skog även då ljunghedarna hade sin största utbredning.